# ليس موسيت
ليس موسيت (بالفرنسية: Lys Mousset) (8 فبراير 1996 فرنسا - ) هو لاعب كرة قدم فرنسي، يلعب كلاعب وسط.

## روابط خارجية
- ليس موسيت على موقع قاعدة بيانات كرة القدم.إي يو (الإنجليزية)
- ليس موسيت على موقع ليكيب (الفرنسية)
- ليس موسيت على موقع Soccerbase.com (لاعب) (الإنجليزية)
- ليس موسيت على موقع Soccerway.com (الإنجليزية)
- ليس موسيت على موقع عالم كرة القدم.نت (الإنجليزية)
- ليس موسيت على موقع AS.com (الإسبانية)